# Kodimagnyl
Kodimagnyl er et svagt smertestillende kombinationslægemiddel indeholdende acetylsalicylsyre og kodein. Da kodein kan medføre forstoppelse, findes præparatet også i en ikke-stoppende udgave der er tilsat afføringsmidlet magnesiumoxid. Kodimagnyl findes som tabletter og brusetabletter.
Kodimagnyl fremstilles af Nycomed, og kan fås i håndkøb. 
Flere overlæger, herunder Henrik Rindom, krævede i 2010, at Kodimagnyl blev gjort receptpligtigt, fordi kombinationen af acetylsalicylsyre og kodein kan være farlig, men dette blev afvist af Lægemiddelstyrelsen.